# Blandorf-Wichte
Blandorf-Wichte ist ein ostfriesisches Doppeldorf, das seit der Niedersächsischen Kommunalreform von 1972 zum Flecken Hage gehört und hier die Ortsteile Blandorf und Wichte bildet. Die Entstehung des Ortes ist mit der Norder Theelacht und seine Geschichte mit dem Adelsgeschlecht derer tho Wicht (später: von Wicht) verbunden, aus dem mehrere bekannte Persönlichkeiten hervorgegangen sind.

## Name
Der Name Wichte leitet sich vermutlich vom althochdeutschen wiht (= Wesen, dämonisches Wesen; vergleiche Wichtel, Bösewicht) her und würde in diesem Fall eine Siedlung beim Wiht oder ein Heiligtum beim Wiht bezeichnen. Die Schreibweise von Wichte hat sich im Verlauf der Jahrhunderte mehrfach verändert: Uucht (10. Jahrhundert), Wycht (1552), Wicht (1589) und Wichte (1645).
Die Deutung des Ortsnamens Blandorf gestaltet sich schwieriger. Möglich sind die Herleitung vom Adjektiv blank (= glänzend), vom Rufnamen Blen-suint oder von den Familiennamen Plantinga und Plantema. Die Familiennamen-Hypothese gilt aber als „eher unwahrscheinlich“.
Blandorf wurde erstmals im Jahr 1474 urkundlich erwähnt wird. Belege für den Ortsnamen Wichte reichen in das 10. Jahrhundert zurück.
Verschiedene geografische Bezeichnungen im Gebiet beziehungsweise im Umfeld der Samtgemeinde Hage verweisen auf Wichte und Blandorf. Dazu gehören die Wichter Ee, ein Seegatt zwischen den Inseln Norderney und Baltrum sowie die Blandorfer Ehe (nördlich der Landesstraße 6: Blandorfer Tief), ein der Entwässerung dienender Wasserlauf.

## Lage

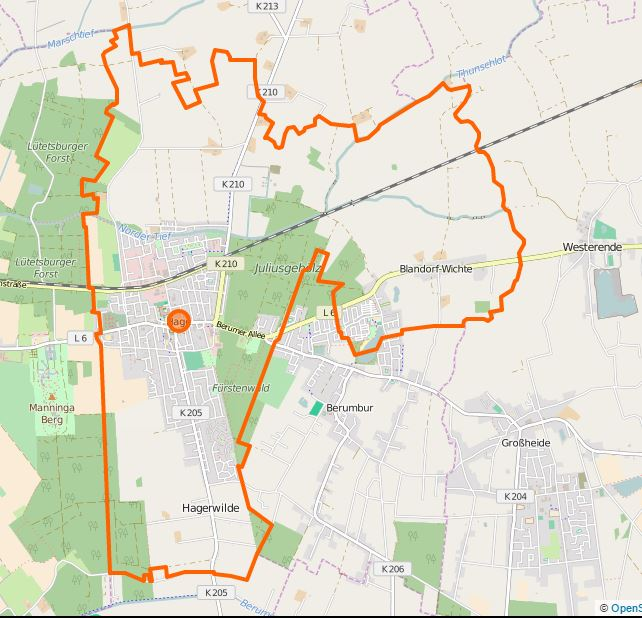
Blandorf-Wichte im Flecken Hage

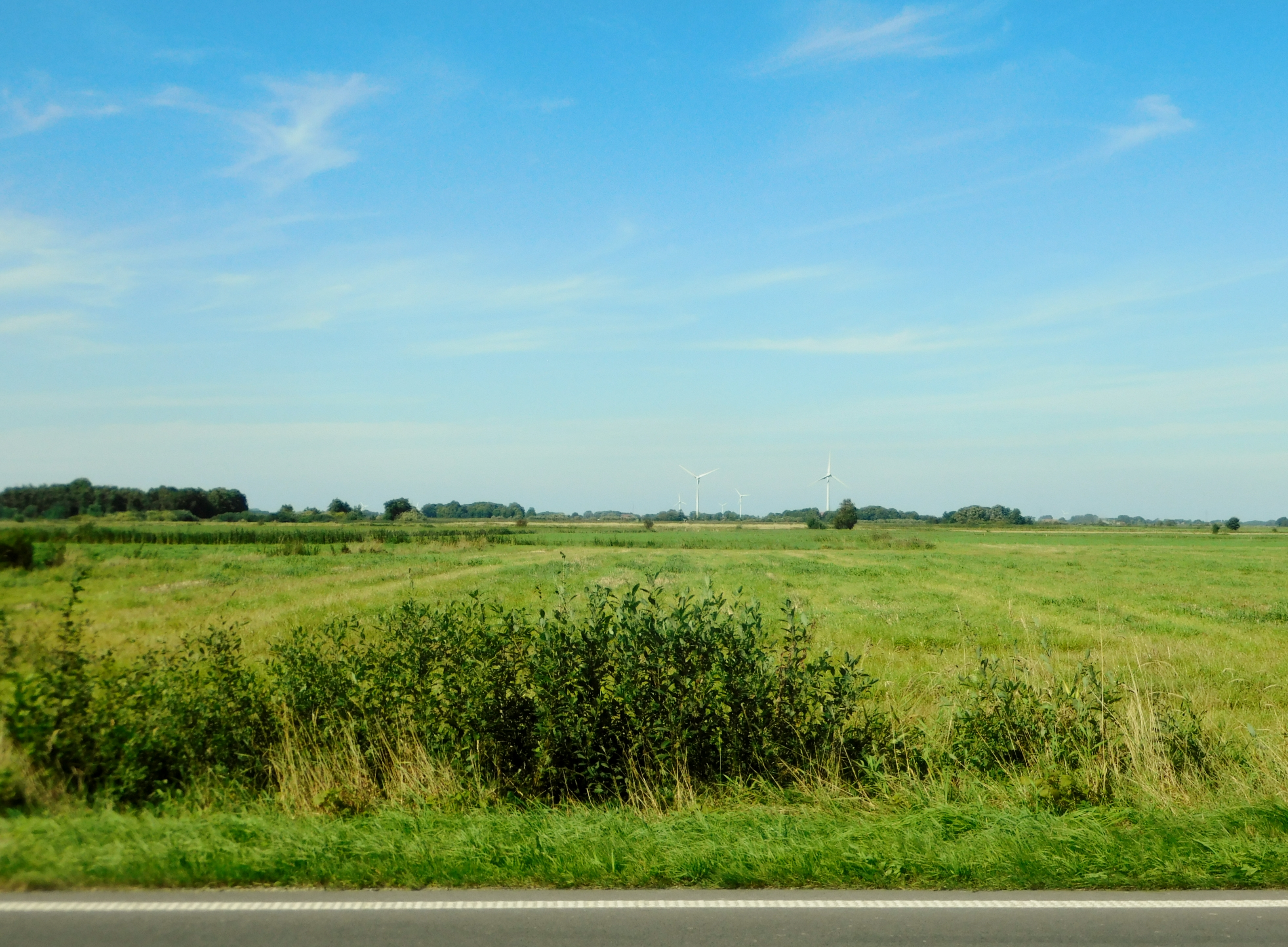
Ehemalige Hilgenrieder Bucht vom Blandorf-Wichter Geestrand aus gesehen

Die Streusiedlungen Wichte und Blandorf liegen ungefähr zwei (Wichte) bis drei Kilometer (Blandorf) östlich des Hauptortes Hage und werden von der Landesstraße L6, die Wittmund mit Norden verbindet, durchzogen. Umliegende Ortschaften sind Hagermarsch im Norden, Westerende im Osten, Großheide im Süden und Berumbur im Südwesten. Die Entfernung zur Nordseeküste beträgt ungefähr acht Kilometer (Luftlinie).
Beide Ortschaften befinden sich am nördlichen Rand der Ostfriesisch-Oldenburgischen Geest. Blandorf wurde, was die Bodenverhältnisse angeht, auf einer sogenannten Plaggenesch-„Insel“ gegründet. Ihre Höhe beträgt 3,3 m über dem Meeresspiegel. Nördlich und östlich bildet ein schmaler Streifen Gleyboden die Grenze zum folgenden Knick- und Kleimarschgebiet. Im Westen – also bei Wichte – stoßen Podsol und Klei-Podsol an das Gebiet des Doppelortes.
An den öffentlichen Nahverkehr angeschlossen ist Blandorf-Wichte über die VEJ-Buslinien 361, 362 und 365. Sie verkehren mehrmals täglich zwischen dem Hauptbahnhof in Norden und dem Küstenbadeort Harlesiel. Dabei berühren sie unter anderem Hage, Westerholt und Esens sowie die Sielorte Bensersiel, Neuharlingersiel und Carolinensiel. Die nächstgelegenen Bahnhöfe befinden sich in Norden und Esens.
Die Bahnstrecke der Ostfriesischen Küstenbahn Norden–Dornum führt durch Blandorf-Wichte, verfügt dort aber über keine Zustiegsmöglichkeit. Die nächsten Haltestellen befinden sich in Hage und Westerende.

## Geschichte
Archäologische Funde in der Umgebung Blandorf-Wichtes belegen die Anwesenheit von Fischern, Jägern und Sammlern im Gebiet der heutigen Samtgemeinde Hage in der mittleren Steinzeit und verweisen damit in das neunte Jahrtausend vor Christus. Erste regelrechte Siedlungen in diesem Umfeld lassen sich für das Frühmittelalter nachweisen. Menschen tauschten nach 500 unserer Zeitrechnung die Unsicherheit der in der verlandenden Hilgenrieder Bucht gelegenen künstlichen Erdhügel mit einem sicheren Wohnplatz auf der Geest.

### Anfänge

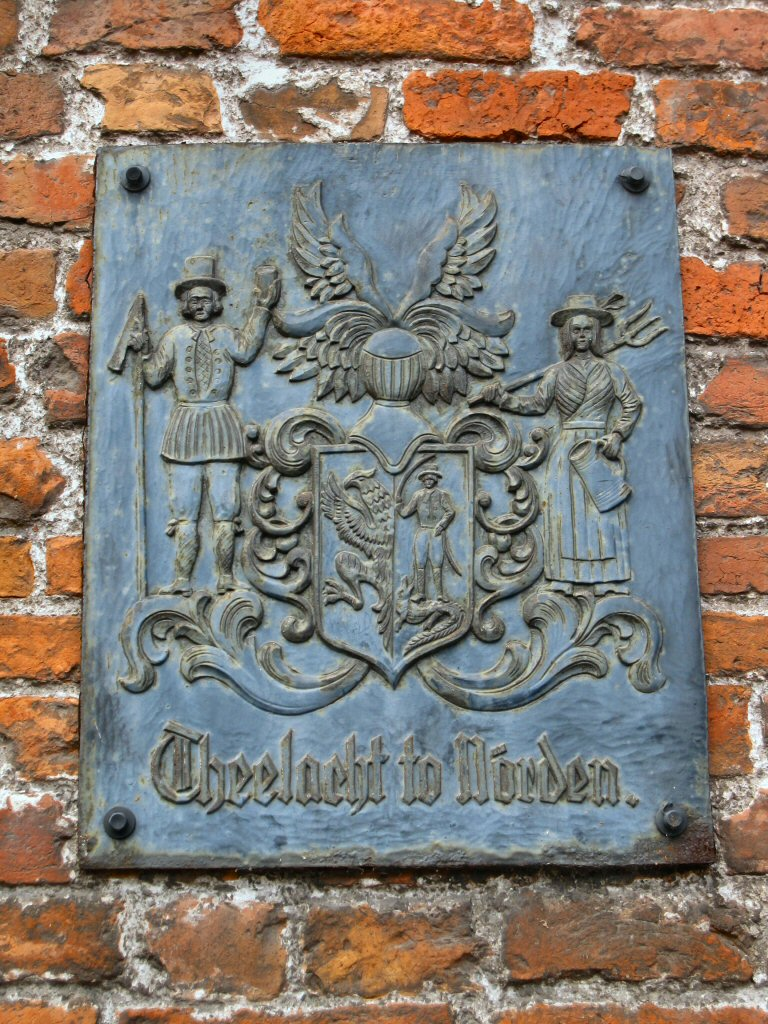
Tafel am Alten Rathaus zu Norden, dem Sitz der Theelacht

Wichte, Blandorf und Osterwichte auf der Ostfriesland-Karte Ubbo Emmius´(ca 1600)

Die eigentlichen Anfänge Blandorf–Wichtes liegen am Ende der frühgeschichtlichen Zeit. Sogenannte Uthöfe, auch Burgen genannt, Ausgangspunkten späterer Siedlungen. Acht solcher Außenstationen waren von führenden Persönlichkeiten der drei Norder Drubbelsiedlungen auf dem Geestrand zwischen Bargebur und Arle errichtet worden. Ziel war es, durch diese Uthöfe die Norder Theellande, die sich in der dem Geestrücken vorgelagerten Marsch befinden, besser zu nutzen. Mindestens zwei dieser von Norder Theelachtern erbauten Außenstationen lagen auf dem Gebiet der Gemarkungen Wichte und Blandorf. Es waren dies das Haus Wichte (identisch mit der namentlich später bezeugten Poggenburg?) sowie die Burg Blandorf. Die für das 14. Jahrhundert bezeugte Burganlage Osterwichte (= Ost-Wichte), Stammsitz der Familie von Wicht, wird heute in der östlich von Blandorf-Wichte gelegenen Gemarkung Westerende vermutet.
Um die genannten Uthöfe in Wichte und Blandorf sammelten sich im Mittelalter sogenannte Warfsmänner, die über Eigentum an Haus und Boden verfügten, und bildeten erste Siedlungen mit Blockfluren. Später kamen landlose Heuerlinge hinzu, die für Wohnung und Ackerland eine „Heuer“ in Form von Naturalien und Arbeitsverpflichtungen zu leisten hatten.
Der Bau der Hager St.-Ansgari-Kirche begann am Ende des 12. Jahrhunderts, spätestens aber in den ersten Jahrzehnten des 13. Jahrhunderts. Die dazu notwendigen Mittel stellten die Besitzer der Uthöfe, darunter auch die der Burgen zu Wichte und Blandorf, zur Verfügung. Sie erhielten dafür im Gegenzug das gemeinsame Kirchenpatronat und damit auch das Recht zur Pfarrwahl sowie den Anspruch auf ein Erbbegräbnis. Während in anderen Regionen Ostfrieslands fast jede dörflich Siedlung über ihr eigenes Sakralgebäude verfügte, errichteten hier die führenden Familien der acht Uthof-Siedlungen zwischen Bargebur und Arle ein gemeinsames Gotteshaus, das über Jahrhunderte die einzige Gemeindekirche in dem bezeichneten Gebiet bleiben sollte.
Um das Jahr 1400 ließ sich der ursprünglich in Lintel bei Norden ansässige Edelmann Ihmel in Wichte nieder. Als Imel t(h)o Wicht(e) bezog er die Burg Osterwichte als Häuptlingssitz und wurde zum Stammvater der Familie von Wicht. Direkte Nachfolger als Burgherren waren sein Sohn Iphtet, sein Enkel Hayko, sein Enkel Hicco Iphtena und sein Urenkel Hayo Hiccen tho Wichte. Letzterer hatte das Drostenamt des Berumer Bezirks inne und verteidigte während der Sächsischen Fehde erfolgreich die Berumer Burg gegen den Esenser Häuptling Hero Omken. Seine eigene Burg in Wichte wurde im Zusammenhang dieser Auseinandersetzungen zerstört. Weitere Nachkommen der Häuptlingsfamilie von Wicht waren als Droste, Juristen, Historiker und Theologen tätig. Sie wirkten vor allem im Ostfriesischen.

### Historische Verkehrsverbindungen
Bis ins 18. Jahrhundert hinein verband die Wichter Ee die beiden Ortschaften Wichte und Blandorf mit der Nordsee. Sie war eine der drei großen Flutrinnen der Hilgenrieder Bucht, die auch noch nach deren Eindeichung bestehen blieb. Bei Nessmersiel mündete sie ins Wattenmeer. Über den Thunschloot, einem künstlichen Wassergraben, war sie mit dem sogenannten „Hafen von Berum“ verbunden.
Darüber hinaus war Blandorf-Wichte über den schon in frühgeschichtlicher Zeit angelegten Heerweg, der sich im 16. Jahrhundert zu einem Handelsweg entwickelte und im 17. Jahrhundert zum Postweg wurde, mit dem Binnenland verbunden. Er führte von Esens über Westerholt, Arle, Blandorf, Wichte, Hage, Lütetsburg und Bargebur nach Norden und verband damit das Harlingerland mit dem Norderland.

### Schulgeschichte

Schulbezirk Wichte 1857

Um 1705 initiierten die Hager Pastoren Barthold Meyer und Gerhard Lamberti in Wichte die Errichtung einer sogenannten Nebenschule. Die Maße des Gebäudes sind überliefert; sie betrugen nach hannöverschem Maß in der Breite 19 Fuß und 2 Zoll, in der Länge 14 Fuß und in der Höhe 8 Fuß und 3 Zoll. Jeweils zwischen 50 und 60 Kinder verschiedener Altersgruppen wurden über viele Jahrzehnte in diesem Raum unterrichtet. Zum ersten Lehrer der Wichter Schule wurde der aus Osnabrück stammende Theologe Bernhard Peter Karl berufen. Karl, der wie seine beiden Hager Kollegen ein engagierter Vertreter des lutherischen Pietismus war und unter anderem deshalb seine Osnabrücker Pastorenstelle verloren hatte, veröffentlichte während seiner Zeit in Blandorf-Wichte sein unorthodoxes Lehrbuch Catechismus ex Catechismo, woraufhin das Auricher Konsistorium ein Amtsenthebungsverfahren einleitete. Dagegen protestierte – zunächst erfolglos – die Blandorf-Wichter Schulgemeinde. Schließlich erklärte Karl seine Bereitschaft, sich der Ostfriesischen Kirchenordnung zu unterwerfen und zukünftig Lehren, die dieser entgegenstehen, nicht mehr zu verbreiten. Er blieb bis 1714 in Wichte.
Ein weiterer Lehrer, dem in der Blandorf-Wichter Schulgeschichte ein besonderer Platz eingeräumt wird, war der aus Hage stammende Foike Tönjes Rosenberg, der von 1792 bis 1851 in Wichte als Lehrer wirkte. Er war bereits als Vierzehnjähriger in dieses Amt berufen worden, obwohl seine Kenntnisse des Hochdeutschen zu Anfang äußerst mangelhaft waren. Zu den außerschulischen Aufgaben während seiner 59-jährigen Dienstzeit gehörte es auch, dass er als Diener der Kirchengemeinde Hage „bei den Gelagen gelegentlich der Abnahme von Rechnungen den Posten eines Kellners“ zu versehen hatte.
Letzter Lehrer an der Wichter Schule war Eibe Schulmann. Nachdem das Wichter Schulhaus spätestens 1857 wegen Baufälligkeit und Platzmangels abgerissen worden war, unterrichtete er noch eine kurze Zeit in Kleinheide, wo man ein neues Schulgebäude errichtet hatte. Seit 1960 befindet sich die auch für Blandorf-Wichte zuständige Grundschule in Berumbur. Weiterführende Schulen gibt es in Hage und in Norden.

### Verwaltungs- und Politikgeschichte
Bei der Wahl zur Deutschen Nationalversammlung erzielte die liberale DDP 49,1 %, während die SPD 29,1 % und die nationalliberale DVP 20 % erreichte. Die Verhältnisse änderten sich völlig, als die rechtsradikale DNVP bei der Reichstagswahl Mai 1924 aus dem Stand 68,8 % für sich verbuchte und die DDP mit 2 % bedeutungslos wurde. 11,8 % wählten die DVP und 17,5 % die NSDAP, die 1928 mit 68,4 % eine Zweidrittelmehrheit gewann und bis 1933 mit 93,8 % ihre Mehrheit weiter ausbauen konnte.
Bei der ersten Bundestagswahl 1949 wurde die SPD mit 39 % stärkste Kraft, gefolgt von der DP (30,5 %), der CDU (8,5 %) und der KPD (7,3 %). 1953 gab es einen Rechtsruck und die DRP erreichte 58,2 %. Die CDU mobilisierte 21,2 % der Wähler, die SPD lediglich 12,7 %. Bei den Wahlen von 1957 bis 1972 gewann die CDU die absolute Mehrheit. Zweitstärkste Kraft vor der SPD wurde 1957 die DRP mit 19,6 %, die 1969 noch 18,3 % erreichte. Diese Position nahm ab 1961 die SPD mit 21,9 % ein, die sich bis 1972 auf 31,9 % verbesserte.
Die ehemals selbstständige Gemeinde Blandorf-Wichte wurde im Zuge der Niedersächsischen Kommunalreform von 1972 zur Gemeinde Flecken Hage eingemeindet. Bei der letzten Gemeinderatswahl 2016 erreichte die SPD in Blandorf-Wichte zusammen mit Berum 47,4 %, gefolgt von der CDU (43,4 %) und den Grünen 9,2 %. Das Doppeldorf wählte also etwas konservativer als die gesamte Samtgemeinde Hage, wo die SPD 59,5 % und die CDU 31,3 % erzielte.

## Wappen
|  | Blasonierung: „Blandorf-Wichte führte von 1962 bis zur Eingemeindung nach Hage im Jahr 1972 ein eigenes Wappen. Entworfen hatte es der Münsteraner Heraldiker Ulf Korn. Die Zweiteilung des Schildes „verdeutlicht das Zusammenwachsen der [ehemaligen] Gemeinde aus den früheren kleinen Orten Blandorf und Wichte“. Das Wappen zeigt ein gespaltenes Feld in den Farben Schwarz und Gold. Im Zentrum stehen zwei gespaltene Lilien, deren Schnittflächen einander zugewandt und deren Farben verwechselt sind. Lilien und Farben entstammen dem Wappen der bereits erwähnten Häuptlingsfamilie von Wicht. Hier werden in Schwarz drei gespaltene Linien gezeigt, deren Schnittfläche sich rechts befindet. Der Helm ist gekrönt. Als Helmzier dient eine goldene Lilie.“ |
|  | |

## Religion
Der weitaus überwiegende Teil der Blandorf-Wichter gehört der Evangelisch-lutherischen Landeskirche Hannovers an. Der Doppelort verfügt über kein Kirchengebäude. Er gehört seit vorreformatorischen Zeiten zum Kirchspiel der Hager St.-Ansgari-Kirche und hier zum Pfarrbezirk Mitte.
Mitglieder der Römisch-katholischen Kirche gehören zur Katholischen Pfarreiengemeinschaft Küste und haben ihr nächstgelegenes Gotteshaus, die St.-Wiho-Kirche, in Hage.
Christen, die einer Freikirche angehören, werden bis auf wenige Ausnahmen von Norden aus betreut. Hier finden sich unter anderem Adventisten, Baptisten, eine Freie evangelische Gemeinde, Mennoniten und Pfingstler sowie weitere charismatische und evangelikale Gemeinschaften. Die Methodisten haben ihr nächstgelegenes Gemeindezentrum in Neuschoo.
Angehörige der neuapostolischen Kirche haben ihr Gotteshaus in Hage und Zeugen Jehovas ihren nächsten Königreichssaal in Lütetsburg.

## Tourismus
Das Kurzentrum Hage-Berum liegt teilweise auf Wichter Gebiet und bietet unter anderem ein Hallenbad mit behindertengerechtem Zugang zum Schwimmbecken an. In der Sommersaison bleibt das Hallenbad allerdings geschlossen. Dafür öffnet dann das beheizte Freibad des Kurzentrums seine Pforten. Weitere Angebote sind eine Sauna, eine medizinische Bäder- und Massageabteilung sowie die Möglichkeit, offene Badekuren durchzuführen.
Zur Erholung lädt auch der Kurpark am See ein. Er liegt zum Teil ebenfalls auf Wichter Gebiet.
Ganz in der Nähe des Kurzentrums am Wichter Weg befinden sich zwölf Stellplätze für Wohnmobile. Sie stehen ganzjährig zur Verfügung.

## Mit Blandorf-Wichte verbundene Persönlichkeiten
- Der aus Osnabrück stammende lutherische Theologe Bernhard Peter Karl (1672–1723) war Anfang des 18. Jahrhunderts Lehrer an der Nebenschule in Blandorf-Wichte.[45]